# Fjällig spånskivling
Fjällig spånskivling (tidigare känd som parasollskivling) (Leucoagaricus nympharum) är en svampart som först beskrevs av Károly Kalchbrenner, och fick sitt nu gällande namn av Marcel Bon 1977. Fjällig spånskivling ingår i släktet Leucoagaricus och familjen Agaricaceae.  Arten är reproducerande i Sverige. Inga underarter finns listade i Catalogue of Life.

## Bildgalleri

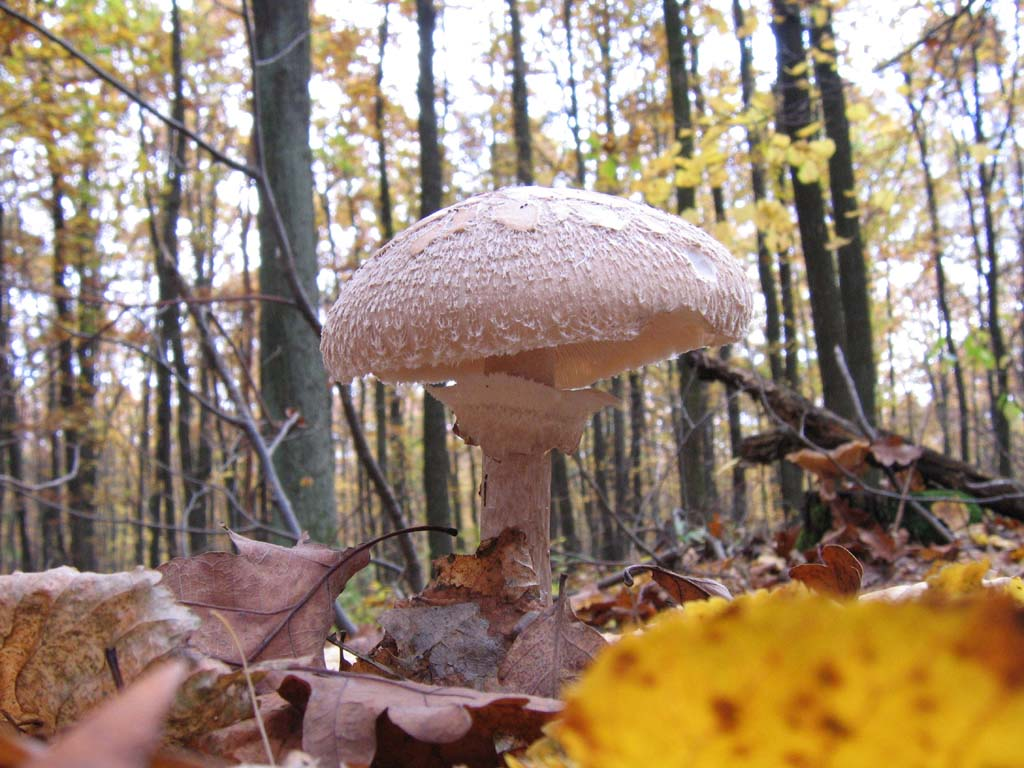